# Nicolas II de Mecklembourg-Werle-Güstrow

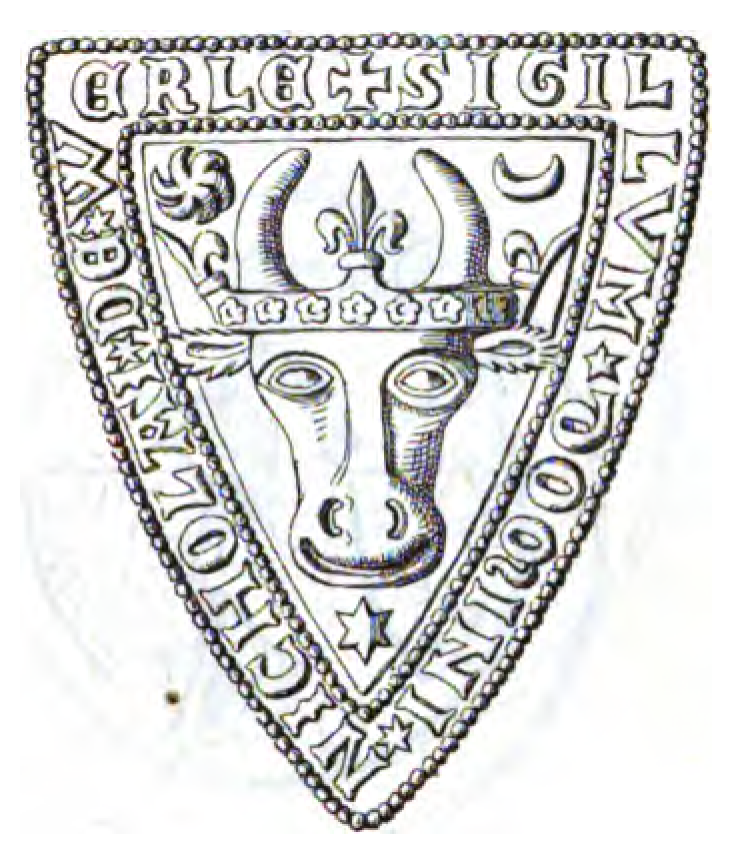
Le sceau du prince

Nicolas II de Mecklembourg-Werle-Güstrow, (en allemand Nikolaus II von Mecklenburg-Werle-Güstrow), né en 1283, décédé le 18 février 1316. Il fut prince de Werle-Prachim de 1283 à 1316, coprince de Werle-Güstrow de 1291 à 1316, prince de Werle-Prenzlin de 1307 à 1316.

## Biographie
Nicolas II succède à son père à Parchim en 1283. En 1291, il unifie sa principauté de Werle-Parchim avec celle de Werle-Güstrow. Atteint de la lèpre, Nicolas II se rendit à Montpellier il y fonda un établissement d'enseignement médical concernant les soins relatifs à cette maladie. L'évolution de sa maladie fut un peu ralentie, mais après avoir associé son fils Jean III au pouvoir en 1311 il gouverne dans la solitude à Pustow, situé près de Güstrow. Il y meurt de la lèpre le 18 février 1316. À sa mort, la principauté de Werle fut une nouvelle fois scindée en deux, son fils Jean III et son frère Jean II reçoivent respectivement la principauté de Werle-Goldberg et la principauté de Werle-Güstrow.

### Famille
Fils de Jean Ier de Mecklembourg-Werle-Parchim et de Sophie de Lindau. En 1292, après avoir obtenu une dispense du pape en date du 1er octobre 1291, Nicolas II de Mecklembourg-Werle-Güstrow épouse Rikissa de Danemark ( †1308), fille de Éric V de Danemark. Deux enfants naquirent de cette union :
- Sophie de Mecklembourg-Werle-Güstrow ( †1339) : en 1315 elle épousa le comte Gérard III de Holstein ( †1340) : Parents d'Henri II, lui-même père de Gérard VI qui par sa fille Hedwige d'Holstein (en) est le grand-père maternel du roi Christian Ier
- Jean III de Mecklembourg-Werle-Goldberg, prince de Werle-Goldberg

Veuf, Nicolas II de Mecklembourg-Werle-Güstrow épousa Mathilde de Lunebourg ( †1337), fille du duc Othon II de Lunebourg.

## Généalogie
Nicolas II de Mecklembourg-Werle-Güstrow appartient à la seconde branche (Mecklembourg-Werle) issue de la première branche de la Maison de Mecklembourg. Cette seconde lignée s'éteignit avec Guillaume de Mecklembourg-Werle-Güstrow en 1436.